# Hank Patterson
Elmer Calvin „Hank“ Patterson (* 9. Oktober 1888 in Springville, Alabama; † 23. August 1975 in Woodland Hills, Kalifornien) war ein US-amerikanischer Schauspieler, der vor allem durch die Rolle des Stallburschen Hank Miller in der Fernsehserie Rauchende Colts sowie als Farmer Fred Ziffel im Serienuniversum von Petticoat Junction, Green Acres und The Beverly Hillbillies Bekanntheit erlangte.

## Leben
Patterson war der zweitälteste Sohn von insgesamt sechs Kindern des Versicherungsvertreters Green Davis Patterson und dessen Ehefrau Mary Isabell „Mollie“ Newton.
Sein Urgroßvater James Pearson war Siedler in St. Clair County, Alabama, ebenso wie der Urgroßvater seiner Mutter, Thomas Newton. Zwischen 1894 und 1897 zog die Familie nach Taylor in Texas, wo Patterson den größten Teil seiner Kindheit verbrachte und die Schule bis zur achten Klasse besuchte.
Am 18. Mai 1915 heiratete er seine deutschstämmige Frau Daisy Marguerite Sheeler, mit der er bis zu seinem Tod verheiratet war. 1917 meldete er sich in Lubbock County für den Dienst beim Militär während des Ersten Weltkriegs.
Sein Hauptinteresse galt immer der Musik und Patterson hatte vor, sich als ernsthafter Pianist zu etablieren; er war aber gezwungen, als Varieté-Pianist auf Wandershows zu arbeiten und kam so mit der Schauspielerei in Berührung. Ende der 1920er Jahre zogen er und seine Frau schließlich nach Kalifornien.
Patterson starb im Alter von 86 Jahren an den Folgen einer Bronchopneumonie und wurde im Forest Lawn Memorial Park im San Fernando Valley beigesetzt. Er wurde von seiner Ehefrau Daisy überlebt, die vier Jahre später – ebenfalls im Alter von 86 Jahren – am 2. Februar 1979 verstarb. Seine Großnichte ist die Schauspielerin Téa Leoni.

## Karriere
Trotz fehlender formaler Schauspielausbildung gelangte Patterson Ende der 1930er Jahre zum Film. Seine erste Rolle auf der Leinwand war 1939 ein Auftritt – ohne Namensnennung – in dem Western The Arizona Kid mit Roy Rogers in der Hauptrolle; zu diesem Zeitpunkt war er bereits über 50 Jahre alt. In den nächsten neun Jahren wurde er fast ausschließlich im Western-Genre besetzt, wo er als Charakterdarsteller Hufschmiede, Hotelangestellte, Bauern, Ladenbesitzer und anderen ländliche Stadtbewohner spielte.
So war er in I Ring Doorbells der Producers Releasing Corporation (PRC) zu sehen, aber auch in Thomas Carrs The El Paso Kid, in dem Sunset Carson eine der Hauptrollen spielte. Zu den bekannteren Filmen gehörten Edwin L. Marins Abilene Town und Henry Kings Der Scharfschütze. Bei der Mehrzahl der Westernfilme handelte es sich aber um Low-Budget-Produktionen von Republic Pictures. Eine Ausnahme bildet Jack Arnolds Film Tarantula, in dem Patterson gegen seine festgelegte Charakterrolle besetzt wurde sowie weitere kleine Auftritte in Horror- und Science-Fiction-Filmen.
Patterson war auch in zahlreichen Fernsehserien vertreten. So spielte er in einer Folge der Abbott & Costello Show einen unheimlichen Straßenräuber, war aber auch in Fernsehserien wie Perry Mason oder Twilight Zone zu sehen.
Auch im Fernsehen war die Darstellung von „Menschen vom Land“ seine Domäne, oft handelte es sich daher um Rollen in Westernserien. So war er zwischen 1962 und 1973 in der Rolle des Hank Miller – Stallbursche in Dodge City – in 33 Folgen von Rauchende Colts zu sehen und übernahm im  Jahr 1963 die Rolle des lakonischen Farmers Fred Ziffel mit seinem Hausschwein „Arnold Ziffel“, das er wie einen Sohn behandelte, in der Sitcom Petticoat Junction. 1965 wurde seine Rolle auf den Serienableger Green Acres ausgeweitet, wo er Fred Ziffel für insgesamt fünf Staffeln bis 1971 spielte – inklusive weiterer Gastauftritte in The Beverly Hillbillies. Seine Interaktion mit dem Schwein erreichte Kultstatus. Zu diesem Zeitpunkt war Patterson bereits fast vollständig ertaubt, aber die Produzenten hielten aufgrund seiner Beliebtheit an ihm fest: der Dialogtrainer der Serie signalisierte ihm hinter der Kamera, wann er seinen Text sprechen sollte.
Neben Arthur Hunnicutt war Patterson einer der wenigen Charakterdarsteller, die in den 1950er und 1960er Jahren für die Darstellung alter, mürrischer Kauze auf dem Land regelmäßig besetzt wurden; die tiefe sonore Stimme unterstützte ihn dabei. Seine letzten Auftritte vor der Kamera hatte er 1972 in einer Folge der Fernsehserie Wo die Liebe hinfällt (Love, American Style) und 1973 in einer Folge von Rauchende Colts.
Im deutschen Sprachraum wurde Patterson unter anderem von Carl Heinz Carell, Willy Friedrichs, Hans W. Hamacher, Knut Hartwig, Helmut Heyne, Klaus W. Krause, Horst Lampe, Krikor Melikyan, Jochen Schröder, Wolfgang Thal, Hermann Wagner, Konrad Wagner, Paul Wagner und Eduard Wandrey synchronisiert.

## Filmografie (Auswahl)

### Film
- 1939: The Arizona Kid
- 1939: Sabotage
- 1939: The Covered Trailer
- 1940: Three Faces West
- 1946: Banditen ohne Maske (Abilene Town)
- 1946: The Scarlet Horseman (Filmreihe)
- 1946: I Ring Doorbells
- 1946: The El Paso Kid
- 1946: Conquest of Cheyenne
- 1946: Wild Beauty
- 1946: Santa Fe Uprising
- 1946: Gallant Bess
- 1946: Duell in der Sonne (Duel in the Sun)
- 1947: Bells of San Angelo
- 1947: Springtime in the Sierras
- 1947: Robin Hood of Texas
- 1947: Under Colorado Skies
- 1948: The Tender Years
- 1948: Blut und Gold (Relentless)
- 1948: Oklahoma Badlands
- 1948: Der Rächer von Texas (Panhandle)
- 1948: Nighttime in Nevada
- 1948: The Denver Kid
- 1948: Die Plünderer von Nevada (The Plunderers)
- 1948: Tochter der Prärie (Belle Starr’s Daughter)
- 1949: Die rote Schlucht (Red Canyon)
- 1949: Outcasts of the Trail
- 1949: The James Brothers of Missouri
- 1949: The Cowboy and the Indians
- 1949: Flitterwochen mit Hindernissen (Tell It to the Judge)
- 1949: Gespensterreiter (Riders in the Sky)
- 1950: Mordsache: Liebe (Perfect Strangers)
- 1950: Code of the Silver Sage
- 1950: Mein Glück in deine Hände (No Sad Songs for Me)
- 1950: Drei Männer für Alison (Please Believe Me)
- 1950: Der Scharfschütze (The Gunfighter)
- 1950: Desperadoes of the West (Filmreihe)
- 1950: Die Rückkehr von Jesse James (The Return of Jesse James)
- 1951: Al Jennings of Oklahoma
- 1951: Silver City Bonanza
- 1951: Zorro – Flammen der Rache (Don Daredevil Rides Again, Filmreihe)
- 1952: Teufel der weißen Berge (Indian Uprising)
- 1952: Die Rose von Cimarron (Rose of Cimarron)
- 1952: Kalifornien in Flammen (California Conquest)
- 1953: Am Tode vorbei (Woman They Almost Lynched)
- 1953: Canadian Mounties vs. Atomic Invaders
- 1953: Jack Slade – der Revolverheld von Colorado (Jack Slade)
- 1954: The St. Cloud Storm (Fernsehfilm)
- 1954: Ritt mit dem Teufel (Ride Clear of Diablo)
- 1954: Karawane westwärts (Southwest Passage)
- 1955: Ein Mann liebt gefährlich (Many Rivers to Cross)
- 1955: Mord ist mein Geschäft (Murder Is My Beat)
- 1955: Tarantula
- 1955: Der Sheriff von Lincoln-City (Last of the Desperados)
- 1956: In geheimer Mission (The Great Locomotive Chase)
- 1956: Der weiße Reiter (The Lone Ranger)
- 1956: The First Traveling Saleslady
- 1956: Strange Intruder
- 1956: Mord in den Wolken (Julie)
- 1957: Der Sturmreiter (The Storm Rider)
- 1957: Beginning of the End
- 1957: God Is My Partner
- 1957: Der Mann mit den 1000 Gesichtern (Man of a Thousand Faces)
- 1957: Von allen Hunden gehetzt (Gunsight Ridge)
- 1957: Der Koloß (The Amazing Colossal Man)
- 1957: Die Flucht vom roten Felsen (Escape from Red Rock)
- 1958: Die letzte Kugel (Day of the Badman)
- 1958: Attack of the Puppet People
- 1958: Sturm über Texas (Terror in a Texas Town)
- 1958: Die Rache der schwarzen Spinne (Earth vs the Spider)
- 1958: Bis zur letzten Patrone (The Saga of Hemp Brown)
- 1958: Mörder an Bord (The Decks Ran Red; auch: Infamy)
- 1958: Der Schrecken schleicht durch die Nacht (Monster on the Campus)
- 1959: Auf der Kugel stand kein Name (No Name on the Bullet)
- 1959: Lone Texan
- 1959: Der Revolverheld von Laredo (Gunmen from Laredo)
- 1959: Abrechnung in Abilene (Gunfighters of Abilene)
- 1961: Der fliegende Pauker (The Absent-Minded Professor)
- 1961: Tammy Tell Me True
- 1967: Mit dem Tod im Bunde (A Covenant with Death)

### Fernsehen
- 1950: Die Texas Rangers (Tales of the Texas Rangers, Hörspiel)
- 1950: The Magnavox Theater (1 Folge)
- 1950–1954: The Cisco Kid (6 Folgen)
- 1951: Racket Squad (1 Folge)
- 1951–1953: The Stu Erwin Show (2 Folgen)
- 1951–1954: The Adventures of Kit Carson (4 Folgen)
- 1951–1956: Adventures of Wild Bill Hickok (3 Folgen)
- 1952: Gang Busters (2 Folgen)
- 1952–1954: The Roy Rogers Show (4 Folgen)
- 1952–1954: Crown Theatre with Gloria Swanson (2 Folgen)
- 1952–1957: The Ford Television Theatre (5 Folgen)
- 1952–1967: Im Wilden Westen (Death Valley Days, 15 Folgen)
- 1953: Chevron Theatre (1 Folge)
- 1953: The Revlon Mirror Theater (1 Folge)
- 1953: Your Jeweler’s Showcase (1 Folge)
- 1953–1955: Your Favorite Story (3 Folgen)
- 1953–1955: Kleine Spiele aus Übersee (Fireside Theatre, 4 Folgen)
- 1953–1956: Schlitz Playhouse of Stars (3 Folgen)
- 1954: Topper (1 Folge)
- 1954: Hopalong Cassidy (1 Folge)
- 1954: The Abbott and Costello Show (1 Folge)
- 1954: Meet Mr. McNutley (1 Folge)
- 1954: The Gene Autry Show (1 Folge)
- 1954: Studio 57 (1 Folge)
- 1954: Meet Corliss Archer (1 Folge)
- 1954: City Detective (1 Folge)
- 1954–1957: Annie Oakley (2 Folgen)
- 1955: The Star and the Story (1 Folge)
- 1955: Buffalo Bill, Jr. (3 Folgen)
- 1955: Captain Midnight (1 Folge)
- 1955: Dr. Hudson’s Secret Journal (1 Folge)
- 1955–1956: Drei gute Freunde (The Adventures Of Champion, 3 Folgen)
- 1955–1957: Science Fiction Theatre (4 Folgen)
- 1956: Sergeant Preston (1 Folge)
- 1956: Streifenwagen 2150 (Highway Patrol, 1 Folge)
- 1956: Navy Log (1 Folge)
- 1956–1957: Broken Arrow (2 Folgen)
- 1956–1961: Cheyenne (4 Folgen)
- 1957: Corky und der Zirkus (Circus Boy, 1 Folge)
- 1957: The Sheriff of Cochise (1 Folge)
- 1957: The Californians (1 Folge)
- 1957: Official Detective (1 Folge)
- 1957: Mickey Mouse Club (The New Adventures of Spin and Marty, 7 Folgen)
- 1957–1958: Wyatt Earp greift ein (The Life and Times of Wyatt Earp, 3 Folgen)
- 1957–1960: Wilder Westen Arizona (Tombstone Territory, 3 Folgen)
- 1957–1962: Wells Fargo (Tales of Wells Fargo, 7 Folgen)
- 1958: Abenteuer unter Wasser (Sea Hunt, 1 Folge)
- 1958: The Restless Gun (2 Folgen)
- 1958: Perry Mason (1 Folge)
- 1958: Trackdown (1 Folge)
- 1958: Sky King (2 Folgen)
- 1958: Westinghouse Desilu Playhouse (1 Folge)
- 1958–1959: Der Texaner (The Texan, 2 Folgen)
- 1958–1961: Bat Masterson (3 Folgen)
- 1958–1961: Wagon Train (3 Folgen)
- 1958–1962: Have Gun – Will Travel (10 Folgen)
- 1959: U.S. Marshal (1 Folge)
- 1959: Black Saddle (1 Folge)
- 1959: Mackenzie’s Raiders (1 Folge)
- 1959: Gold in Alaska (The Alaskans, 1 Folge)
- 1959: Der zweite Mann (The Deputy, 1 Folge)
- 1959: Hotel de Paree (1 Folge)
- 1959–1960: Riverboat (2 Folgen)
- 1959–1960: Lawman (2 Folgen)
- 1959–1960: Maverick (4 Folgen)
- 1959–1961: Disney-Land (3 Folgen)
- 1959–1962: Bronco (2 Folgen)
- 1959–1962: Am Fuß der blauen Berge (Laramie, 2 Folgen)
- 1959–1973: Rauchende Colts (Gunsmoke)
- 1960: June Allyson Show (The DuPont Show with June Allyson, 1 Folge)
- 1960: Overland Trail (1 Folge)
- 1960: Tate (1 Folge)
- 1960: Gefährliche Experimente (Man And The Challenge, 1 Folge)
- 1960: Johnny Ringo (1 Folge)
- 1960: Bonanza (1 Folge)
- 1960: Ein Fall für Michael Shayne (Michael Shayne, 1 Folge)
- 1960: Outlaws (1 Folge)
- 1960: The Westerner (1 Folge)
- 1960–1961: Abenteuer im wilden Westen (Zane Grey Theatre, 2 Folgen)
- 1960–1961: Tausend Meilen Staub (Rawhide, 1 Folge)
- 1960–1962: The Tall Man (2 Folgen)
- 1960–1962: Die Unbestechlichen (The Untouchables, 3 Folgen)
- 1961: Klondike (1 Folge)
- 1961: Anwalt der Gerechtigkeit (Lock-Up, 1 Folge)
- 1961: Guestward, Ho! (1 Folge)
- 1961: Whispering Smith (1 Folge)
- 1961: Miami Undercover (1 Folge)
- 1961: Polizeirevier 87 (87th Precinct, 1 Folge)
- 1961: Alcoa Premiere (1 Folge)
- 1961: Shotgun Slade (1 Folge)
- 1962: Mr. Ed (1 Folge)
- 1962: Westlich von Santa Fé (The Rifleman, 1 Folge)
- 1962: Meine drei Söhne (My Three Sons, 1 Folge)
- 1962: Sprung aus den Wolken (Ripcord, 1 Folge)
- 1962–1964: Unglaubliche Geschichten (The Twilight Zone, 3 Folgen)
- 1962–1973: Rauchende Colts (Gunsmoke, 35 Folgen)
- 1963: The Eleventh Hour (1 Folge)
- 1963: The Lloyd Bridges Show (1 Folge)
- 1963: Empire (1 Folge)
- 1963–1966: Petticoat Junction (11 Folgen)
- 1964: Amos Burke (1 Folge)
- 1964–1967: Die Leute von der Shiloh Ranch (The Virginian, 2 Folgen)
- 1965: The Andy Griffith Show (1 Folge)
- 1965: The Loner (1 Folge)
- 1965: Der Mann ohne Namen (A Man Called Shenandoah, 1 Folge)
- 1965: Verrückter wilder Westen (The Wild Wild West, 1 Folge)
- 1965–1968: Daniel Boone (3 Folgen)
- 1965–1971: Green Acres (84 Folgen)
- 1966: The Legend of Jesse James (1 Folge)
- 1966: Laredo (1 Folge)
- 1967: Der Marshall von Cimarron (1 Folge)
- 1967: Die Spur des Jim Sonnett (The Guns of Will Sonnett, 1 Folge)
- 1967: General Custer – Held der Prärie (Custer, 1 Folge)
- 1968: Der Strafverteidiger (Judd, for the Defense, 1 Folge)
- 1968: The Outcasts (1 Folge)
- 1969: The Beverly Hillbillies (1 Folge)
- 1969: Twen-Police (The Mod Squad, 1 Folge)
- 1972: Wo die Liebe hinfällt (Love, American Style, 1 Folge)